# Mesamia straminea
Mesamia straminea är en insektsart. Mesamia straminea ingår i släktet Mesamia och familjen dvärgstritar. Utöver nominatformen finns också underarten M. s. dolosa.